# Charles Gordon-Lennox (8. książę Richmond)

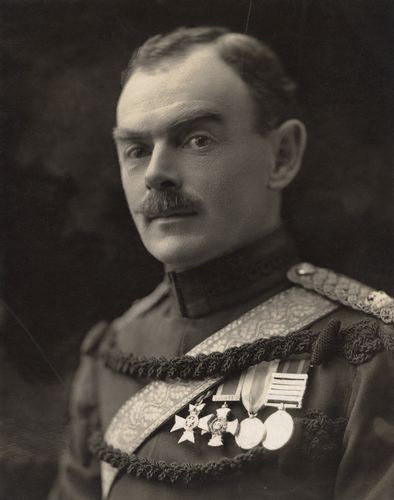
Charles Gordon-Lennox, 8. książę Richmond

Charles Henry Gordon-Lennox (ur. 30 grudnia 1870 w Londynie, zm. 7 maja 1935 w Goodwood) – brytyjski arystokrata, najstarszy syn Charlesa Gordon-Lennoxa, 7. księcia Richmond i Amy Mary Ricardo, córki Percy’ego Ricardo.
Po śmierci ojca w 1928 r. odziedziczył jego tytuły księcia Richmond, Gordon i Lennox oraz zasiadł w Izbie Lordów. W tym samym roku został Lordem Namiestnikiem Elginshire. Był również kawalerem Distinguished Service Order oraz Krzyża Kawalerskiego Królewskiego Wiktoriańskiego Orderu.
8 czerwca 1893 r. poślubił Hildę Madeline Brassey (16 czerwca 1872 - 29 grudnia 1971), córkę Henry’ego Arthura Brasseya i Anny Stevenson, córki majora George’a Stevensona. Charles i Hilda mieli razem trzech synów i dwie córki:
- Amy Gwendolin Gordon-Lennox (5 maja 1894 - 27 kwietnia 1975), żona sir Jamesa Coatsa, 3. baroneta, miała dzieci
- Charles Henry Gordon-Lennox (15 sierpnia - 5 września 1895)
- Doris Hilda Gordon-Lennox (6 września 1896 - 5 lutego 1980), żona komandora Clare’a Vynera, miała dzieci
- Charles Henry Gordon-Lennox (26 stycznia 1899 - 24 sierpnia 1919), lord Settrington, weteran I wojny światowej i rosyjskiej wojny domowej, zmarł z ran odniesionych podczas walki
- Frederick Charles Gordon-Lennox (5 lutego 1904 - 2 listopada 1989), 9. książę Richmond, 9. książę Lennox i 4. książę Gordon